# Flugunfall der Cargolux 1970
Der Flugunfall der Cargolux 1970 ereignete sich am 2. Dezember 1970 auf einem interkontinentalen Charterfrachtflug der Cargolux von Luxemburg nach Dhaka mit Zwischenstopps in Hamburg und Teheran. An diesem Tag stürzte eine Canadair CL-44J wegen einer Fehlfunktion der Hydraulikanlage im Anflug auf den früheren Hauptflughafen Dhaka-Tejgaon in eine Siedlung, wobei sieben Menschen starben.

## Maschine
Bei dem Flugzeug handelte es sich um eine Canadair CL-44J mit der Werknummer 36, die zum Zeitpunkt des Unfalls sechs Jahre und acht Monate alt war. Die Maschine absolvierte am 25. März 1964 ihren Erstflug, ehe sie als Canadair CL-44D4-8 am 25. September 1964 an ihren Besteller, die isländische Loftleiðir ausgeliefert und mit dem Luftfahrzeugkennzeichen TF-LLG sowie dem Taufnamen Vilhjálmur Stefánsson in Betrieb genommen wurde. Im Jahr 1965 wurde die Maschine wieder zu Canadair überführt und dort zu einer Canadair CL-44J modifiziert, ehe sie an die Loftleiðir zurückging und am 1. Mai 1966 wieder bei dieser in Betrieb genommen wurde. Am 11. August 1970 wurde die Maschine als zweite Maschine in ihrer Flotte an die neu gegründete Cargolux übergeben und bei dieser in eine Frachtmaschine umgebaut. Die Maschine behielt dabei ihr isländisches Kennzeichen, da die Loftleiðir eine der Gründergesellschaften der Cargolux war. Das viermotorige Langstrecken-Frachtflugzeug war mit einem Swing-Tail (abklappbare Heckpartie) sowie vier Turboproptriebwerken des Typs Rolls-Royce Tyne 515 ausgerüstet.

## Besatzung
Es befand sich eine vierköpfige Besatzung an Bord, wobei die dreiköpfige Cockpitbesatzung isländisch war. Flugkapitän war der 36-jährige Ómar Tómasson (* 1. Februar 1934), Erster Offizier der 30-jährige Birgir Örn Jónsson (* 11. September 1940) und Flugingenieur der 32-jährige Stefán Ólafsson (* 27. Februar 1938). Als Lademeister und Bodenmechaniker flog zudem der 32-jährige luxemburgische Cargolux-Angestellte Jean-Paul Tompers mit.

## Flugzweck und Fracht
Der Flug diente der Humanitären Hilfe für Flutopfer nach dem Zyklon in Ostpakistan 1970. Die Maschine wurde vom Schweizerischen Roten Kreuz als Mitglied der Internationalen Rotkreuz- und Rothalbmond-Bewegung gechartert. Die Fracht bestand aus 27,5 Tonnen Säuglingsnahrung.

## Flugverlauf und Unfallhergang
Die Maschine wurde am 1. Dezember 1970 um 15:00 Uhr Ortszeit von Luxemburg nach Hamburg geflogen, wo 27,5 Tonnen Säuglingsnahrung verladen wurden, die nach Dhaka geflogen werden sollten. Nach einem mehrstündigen Aufenthalt in Hamburg flog die Maschine in Richtung Dhaka ab, wobei unterwegs ein außerplanmäßiger Tankstopp in Teheran eingelegt wurde. Nach einem einstündigen Aufenthalt in Teheran flog die Maschine am 2. Dezember um 06:00 Uhr Ortszeit weiter in Richtung Osten, wobei sie planmäßig um 16:00 Uhr Ortszeit in Dhaka eintreffen sollte. Kurz vor der geplanten Ankunft, etwa 10 Kilometer nordwestlich des Zielflughafens, verlor der Kapitän plötzlich die Kontrolle über die Maschine. Die CL-44 stürzte in eine Siedlung und begrub mehrere Bauernhäuser unter sich. Alle vier Insassen sowie drei Personen am Boden, darunter zwei Kinder, kamen ums Leben. Die Besatzung war zu diesem Zeitpunkt rund 18 Stunden ununterbrochen im Dienst gewesen.

## Ursache
Ursache war wohl eine selbsttätige Aktivierung der hydraulischen Rudersperre während des Fluges, wodurch sämtliche Ruder plötzlich einrasteten und die Maschine sich nicht mehr steuern ließ. Die Rudersperre diente eigentlich dem Zweck, eine unerwünschte Bewegung der Ruder und mögliche daraus resultierende Schäden am Boden durch Böen zu vermeiden, ihre Aktivierung in der Luft galt als ausgeschlossen. Die Ermittler vermuteten anhand des Flugverlaufs der Maschine vor dem Absturz, dass das Seitenruder in der neutralen Position eingerastet war. Es wurde auch angenommen, dass sich der hydraulische Gegendruck aufgrund eines fehlerhaften Schaltventils aufgebaut hatte, als die Hydraulik in der Sinkflugphase stark in Anspruch genommen wurde.
Es konnte ermittelt werden, dass die Hydrauliksysteme bereits bei einem früheren Flug von den Azoren stark verunreinigt gewesen waren. Beim Start fielen beide Hydraulikpumpen aus, was zu einem totalen Hydraulikverlust führte und die Besatzung zwang, den geplanten Flug nach Madrid mit ausgefahrenen Fahrwerken durchzuführen. Anschließend wurde die Maschine nach Prestwick geflogen, wo sie bei Scottish Aviation repariert wurde. Dieser Zwischenfall findet im offiziellen Unfallbericht keine Erwähnung.

## Folgen
Später modifizierte Cargolux das System der CL-44 durch die Installation eines Druckausgleichers, welcher von der Flugbesatzung aktiviert werden konnte. Die meisten CL-44 anderer Fluggesellschaften wurden mit einer ähnlichen Systemmodifikation ausgestattet, während einige Fluggesellschaften das System nur deaktivierten und externe Rudersperren einsetzten. Dies führte am 27. Februar 1975 seinerseits zu einem Flugunfall auf dem Aerotransportes-Entre-Rios-Flug 501/90, als eine Maschine auf dem Miami International Airport das Startbahnende überschoss, da die Besatzung vergessen hatte, vor dem Abflug eine provisorische, hölzerne Rudersperre zu entfernen.
Für das Tagesgeschäft der neu gegründeten Cargolux blieb der Zwischenfall ohne größere Folgen, bereits im Jahr 1972 betrieb sie fünf Maschinen des Typs Canadair CL-44. Bis zum 50-jährigen Unternehmensjubiläum im März 2020 ereignete sich bei der Gesellschaft kein weiterer Zwischenfall mit Todesopfern.